# ردیابی ویدیویی
ردیابی ویدیویی فرایند تعیین مکان یک شی متحرک یا اشیاء متحرک با استفاده از دوربین در طول زمان است. کاربردهای متنوعی دارد که برخی از آنها عبارتند از: تعامل کامپیوترـ انسان، امنیت و نظارت، ارتباطات ویدیویی و فشرده‌سازی، واقعیت افزوده، کنترل ترافیک، تصویربرداری پزشکی و ویرایش ویدئو. ردیابی ویدیویی به دلیل حجم داده‌های موجود در ویدیو می‌تواند فرایند زمان‌بری باشد. علاوه بر پیچیدگی، نیاز احتمالی به استفاده از تکنیک‌های تشخیص اشیا برای ردیابی در نوع خود یک مشکل چالش‌برانگیز است.

## اهداف
هدف از ردیابی ویدیویی، مرتبط کردن اشیاء هدف در فریم‌های ویدیویی متوالی است. این ارتباط می‌تواند به شکل خاصی دشوار باشد هنگامی که اشیا نسبت به نرخ فریم سریع حرکت می‌کنند. موقعیت دیگری که پیچیدگی مشکل را افزایش می‌دهد هنگامی است که شی ردیابی شده در هر لحظه جهت خود را تغییر می‌دهد. برای این موقعیت‌ها، سیستم‌های ردیابی ویدیویی معمولاً از یک مدل حرکتی استفاده می‌کنند که نشان می‌دهد چگونه تصویر هدف برای حرکات مختلف محتمل، ممکن است تغییر کند.
نمونه‌هایی از مدل‌های حرکتی ساده عبارتند از:
هنگام ردیابی اشیاء مسطح، مدل حرکت یک تبدیل دوبعدی (تبدیل پیوندی یا هموگرافی) از یک تصویر از جسم است.
هنگامی که هدف یک شی سه بعدی سخت باشد، مدل حرکتی، جنبه آن را بر اساس سه بعدی و جهت‌گیری آن مشخص می‌کند.
برای فشرده سازی ویدئو، فریم‌های کلیدی به بلوک‌های بزرگ تقسیم می‌شوند. این مدل حرکتی اختلالی در یک فریم کلیدی است که هر بلوک بزرگ توسط یک بردار حرکتی که توسط پارامترهای حرکتی داده شده‌است، ترجمه می‌شود.
تصویر اجسام تغییرپذیر می‌تواند با یک مش پوشانده شود، حرکت این اشیاء با موقعیت گره‌های مش تعیین می‌شود.

## الگوریتم‌ها
برای ردیابی ویدئویی، الگوریتمی فریم‌های ویدئویی متوالی را تحلیل و بررسی می‌کند و حرکت تارگت‌ها بین این فریم‌ها را خروجی می‌دهد. الگوریتم‌های گوناگونی وجود دارد که هر کدام نقاط ضعف و قوتی دارند. در نظر گرفتن کاربرد مورد انتظار هنگام انتخاب الگوریتم مورد استفاده مهم است. سیستم ردیابی دیداری دارای دو جزء اصلی است: نمایش هدف و بومی سازی، و همچنین فیلتر کردن و ارتباط داده‌ها.
نمایش هدف و بومی سازی عمدتاً یک فرایند پایین به بالا است. این روش‌ها ابزارهای مختلفی برای شناسایی جسم متحرک ارائه می‌دهند. مکان‌یابی و ردیابی موفقیت‌آمیز شی مورد نظر وابسته به الگوریتم است. به عنوان مثال، استفاده از ردیابی حبابی برای شناسایی حرکت انسان مفید است، زیرا مشخصات فرد به‌طور پویا تغییر می‌کند. معمولاً پیچیدگی محاسباتی این الگوریتم‌ها کم است. در زیر برخی از الگوریتم‌های رایج نمایش هدف و محلی‌سازی هدف آمده‌است:
ردیابی مبتنی بر هسته (ردیابی میانگین تغییر): یک روش محلی سازی تکراری بر اساس بیشینه سازی معیار شباهت.
ردیابی خطوط: شناسایی مرز جسم (به عنوان مثال خطوط فعال یا الگوریتم تراکم). روش‌های ردیابی خطوط به‌طور مکرر خطوط اولیه را که از فریم قبلی به موقعیت جدید آن در قاب فعلی مقداردهی شده‌است، تغییر می‌دهند. این رویکرد برای ردیابی خطوط مستقیم با به کمینه سازی انرژی خطوط با استفاده از نزول گرادیان، خطوط را تغییر می‌دهد.
فیلترینگ و ارتباط داده‌ها عمدتاً یک فرایند بالا به پایین است که شامل ترکیب اطلاعات قبلی در مورد صحنه یا شی، پرداختن به دینامیک شی و ارزیابی فرضیه‌های مختلف است. این روش‌ها امکان ردیابی اجسام پیچیده را به همراه تعامل اشیاء پیچیده‌تر مانند ردیابی اجسام در حال حرکت در پشت موانع را فراهم می‌کنند. علاوه بر این، اگر ردیاب ویدیویی (همچنین ردیاب تلویزیون یا ردیاب هدف نیز نامیده می‌شود) روی پایه سفت نصب نشود، پیچیدگی افزایش خواهد یافت. اما در یک کشتی متحرک که معمولاً از یک سیستم اندازه‌گیری لَختی برای پیش‌ثبات‌سازی ردیاب ویدیویی استفاده می‌شود تا دینامیک و پهنای باند مورد نیاز سیستم دوربین کاهش یابد. پیچیدگی محاسباتی این الگوریتم‌ها معمولاً خیلی بیشتر است. برخی الگوریتم‌های رایج فیلترینگ در زیر آمده‌است:
فیلتر کالمان: فیلتر بیزی بازگشتی بهینه برای توابع خطی تحت نویز گاوسی. الگوریتمی است که از یک سری اندازه‌گیری‌های مشاهده شده در طول زمان، حاوی نویزو سایر نادرستی‌ها استفاده می‌کند و تخمین‌هایی از متغیرهای ناشناخته را تولید می‌کند که تمایل دارند دقیق‌تر از اندازه‌گیری‌های مبتنی بر یک اندازه‌گیری منفرد باشند.
فیلتر ذرات: برای نمونه‌برداری از توزیع فضای حالت فرآیندهای غیرخطی و غیر گاوسی مفید است.